# Bulbophyllum beccarii
Espèce
Statut CITES
Bulbophyllum beccarii est de loin la plus grande espèce du genre Bulbophyllum, l'un des plus importants dans la famille des orchidées.
Le rhizome épais, pourrait atteindre jusqu'à 20 cm de diamètre (le plus gros, de source sûre, a été mesuré à cinq cm)[réf. nécessaire]. Il serpente autour des troncs d'arbres pour monter vers la lumière. Sur toute sa longueur, à des intervalles réguliers, on trouve des pseudobulbes en forme d'œufs avec des feuilles de grande épaisseur, à type de cuir au sommet[Quoi ?]. Elles font jusqu'à 60 cm de long et 20 cm de large, sont vert jaunâtre et se tiennent verticalement. Ces grandes feuilles captent les chutes de débris et les transforment en engrais[Quoi ?]. L'inflorescence est produite à partir du rhizome près d'un des pseudobulbes et pend sur environ 20 à 22 cm et est composée de centaines de petites fleurs jaunâtres avec un filet rouge. Elles ont une odeur très désagréable qui attire les mouches.
Il pousse dans les forêts tropicales de Bornéo.